# Flughalle im Rinnsal
Die Flughalle im Rinnsal in der Gemeinde Höchst im österreichischen Bundesland Vorarlberg ist ein ehemaliger Hangar für Segelflugzeuge, der Anfang der 1940er Jahre errichtet wurde und heute unter Denkmalschutz (Listeneintrag) steht.

## Lage
Der Hangar befindet sich etwa 2 Kilometer nordwestlich des Ortskerns von Höchst sowie nordöstlich der an Höchst angrenzenden Gemeinde Gaißau.

## Geschichte
Der Hangar wurde während des Zweiten Weltkriegs in den Jahren 1940/41 vom NS-Fliegerkorps für den Segelflugbetrieb erbaut. Gleichzeitig wurde nördlich des Hangars ein heute nicht mehr existierendes Flugfeld (Länge 1500 m und Breite 200 m) in einer Richtung Bodensee verlaufenden ehemaligen Hochwasser-Entlastungsrinne des Alten Rheins angelegt. Die behördliche Zulassung für Schleppseilbetrieb wurde im April 1941 erteilt. Die Anlage diente als Segelflugschule für junge Piloten zur Absolvierung der Stufen A bis C für den Erwerb des Luftfahrerscheins Klasse I. Im Jahre 1942 erfolgte die Zulassung für Schleppflugzeuge.
Die im Schulungsbetrieb eingesetzten Segelflugzeuge wurden im Werk von Walter Kittelberger hergestellt, das sich am heutigen Standort des Werkes 3 der Firma Blum in Höchst befand.

## Konstruktion
Baulich zeichnet die Halle eine Dachkonstruktion aus bogenförmigen Fachwerkbindern aus, die ein Gewölbe von rund 30 m Breite und 7 m Höhe (Innenmaße) aufspannen und in den Drittelpunkten von einfachen Holzstützen getragen werden. Als Baustoff für die Konstruktion wurde Holz gewählt, weil Stahl in der Kriegszeit Mangelware war. Die Eindeckung des Daches wurde aus Blechbahnen auf einem hölzernen Unterdach erstellt.
Auf der Längsseite der Halle ruhen die Dachbinder auf massiven Fundamentsockeln aus Stahlbeton mit dreieckigem Querschnitt, die eine vertikale Innenfläche und eine schräge Außenfläche haben.
Die Fassaden an den beiden Stirnseiten sind mit einer horizontalen Holzschalung versehen. Nordseitig verfügt die Halle über eine kleine Eingangstüre sowie großflächige Holz-Schiebetore, die auf geschmiedeten Rollen laufen und der Fassade unter einem ein Meter breiten Vordach vorgehängt sind. In die Südfassade sind fünf Fenster und ein zweiflügeliges Tor eingelassen.

## Flugbetrieb
Der Start der Segelflugzeuge erfolgte auf einer Graspiste in nördlicher Richtung zum Bodensee hin. Die Segelflugzeuge wurden mit einer Winde gestartet. Der Rücktransport des Schleppseiles und der Flugzeuge zum Startplatz erfolgte zu Fuß. Fluggerät, das bei Kriegsende noch vorhanden war, kam in die Schweiz.

## Notlandung
Am 9. Juni 1944 erlebte das Flugfeld die Notlandung eines viermotorigen B-24-Bombers (Seriennummer 42-78106) der United States Army Air Forces. Die Maschine war bei der Bombardierung des Rangierbahnhofs Schleißheim und später östlich von Innsbruck durch Flakbeschuss beschädigt worden. Die Piloten 1st. Lt. Herbert Oleson und 2nd Lt. Leo Carlton wollten sich in die neutrale Schweiz retten. Durch eine Verwechslung mit dem Neuen Rhein wähnte sich der Pilot bereits jenseits des Alten Rheins in Schweizer Luftraum und landete irrtümlich auf dem Flugfeld im Rinnsal statt auf dem nur rund 3 Kilometer entfernten Schweizer Flugplatz Altenrhein. Die Besatzung wurde folglich in Kriegsgefangenschaft genommen und vor zahlreichen Schaulustigen durch Höchst zur NS-Kommandantur geführt, kam jedoch nach Kriegsende frei. Dem Flugzeug wurden zunächst Gegenstände als „Souvenirs“ entwendet, darunter die Munition und der Treibstoff. Im folgenden Winter wurde es wieder so weit flugtüchtig gemacht, dass es bei gefrorenem Boden starten und das Flugfeld im Rinnsal verlassen konnte.

## Nachnutzung

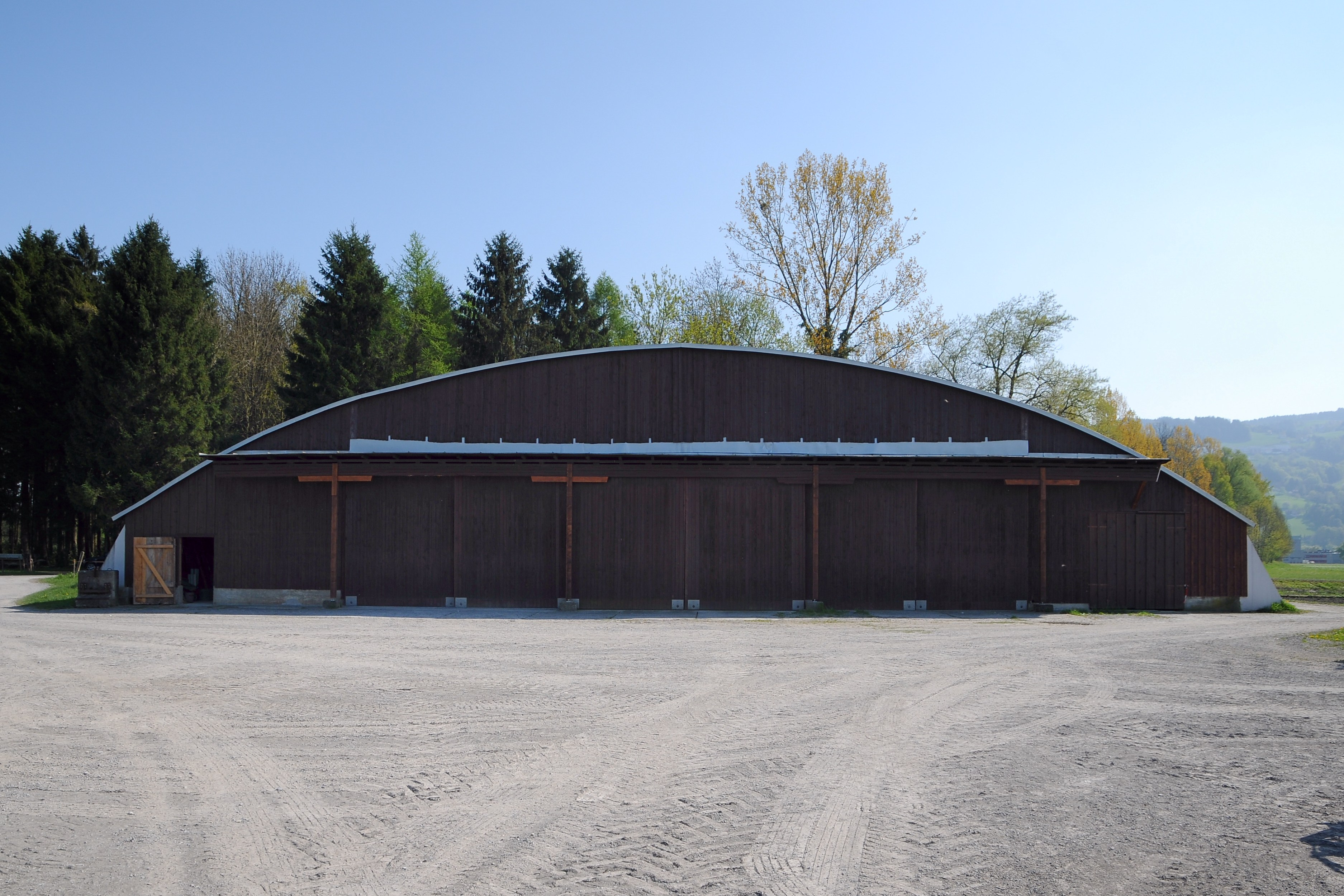
Nordansicht der Flughalle im Rinnsal (2011)

Nach dem Krieg ging die Flughalle 1945 in den Besitz der Republik Österreich über. Im Jahr 1952 konnte die Rheinwuhr-Konkurrenz (Konkurrenzverwaltung der drei Rheindelta-Gemeinden Fußach, Höchst und Gaißau) die Anlage erwerben. Seit 1973 ist die Halle mit Umland an einen Landwirt verpachtet und wird als Kuhstall und Scheune für Maschinen und Heu genutzt.
Im Jahr 2006 wurde die in die Jahre gekommene und teilweise baufällige Tragkonstruktion mit Mitteln des Landes Vorarlberg saniert. Im Jahr 2024 fand  in enger Abstimmung mit dem Bundesdenkmalamt
eine Trockenlegung sowie ein Ersatz von angegriffenen Bauteilen statt, das Bauwerk erhielt einen neuen Anstrich.